# Ребека Андраде
Ребека Андраде (англ. Rebeca Andrade; нар. 8 травня 1999, Гуарульюс) — бразильська гімнастка. Олімпійська чемпіонка в опорному стрибку та срібна призерка в багатоборстві Олімпійських ігор в Токіо, Японія. Учасниця Олімпійських ігор 2016 та 2020 років, чемпіонатів світу, дворазова чемпіонка Панамериканського чемпіонату.

## Спортивна кар'єра
В чотирирічному віці почала відвідувати спортивну гімнастику в залі, де тренувала її тітка.

#### 2014
Через перелом пальця ноги змушена була знятися з літніх юнацьких Олімпійських іграх 2014 у Нанкіні, Китай.

#### 2015
У червні розірвала хрестоподібну зв'язку, поза спортом була протягом дев'яти місяців.

#### 2016
На Олімпійських іграх 2016 в Ріо-де-Жанейро, Бразилія, в фіналі багатоборства продемонструвала одинадцятий результат, в командній першості була восьмою.

#### 2017
У травні отримала травму щиколотки, носила захисний фіксатор, до змагань повернулась у серпні.
У жовтні вдруге отримала травму хрестоподібної зв'язки. Через необхідність операції пропустила чемпіонат світу, що проходив у жовтні в Монреалі.

#### 2018
У вересні повернулась до змагань.

#### 2019
Під час випробовувань на Панамериканському чемпіонаті в Лімі, Перу, втретє в кар'єрі розірвала передню хрестоподібну зв'язку правого коліна. Перенесла операцію з трансплантацією зв'язки коліна, також їй реконструювали передньобокову зв'язку.
Третя поспіль травма хрестоподібної зв'язки не дозволила опустити руки та здатися: «Я навчилась терпіти та вірити у свої здібності, — каже Ребека Андраде. Думаю, це корисно для нашого виду спорту, тому що в гімнастиці ти не знаєш, що відбудеться, поки не зробиш це».

#### 2020
Поза змаганнями була до березня.

#### 2021
На Панамериканському чемпіонаті Ріо-де-Жанейро, Бразилія, здобула перемоги в командній першості та особистому багатоборстві.

## Результати на турнірах
| Рік  | Змагання                   | КБ | ІБ | Опорний стрибок | Різновисокі бруси | Колода | Вільні вправи |
| ---- | -------------------------- | -- | -- | --------------- | ----------------- | ------ | ------------- |
| 2015 |                            | 9  | 6  | 1               |                   |        |               |
| 2016 | Олімпійські ігри           | 8  | 11 |                 |                   |        |               |
| 2018 | Панамериканський чемпіонат | 2  |    |                 | 6                 |        |               |
| 2018 | Кубок світу. Котбус        |    |    | 1               | 2                 | 1      |               |
| 2018 | Чемпіонат світу            | 7  |    |                 |                   |        |               |
| 2020 | Кубок світу. Баку*         |    |    |                 | 3                 | 2      |               |
| 2021 | Панамериканський чемпіонат | 1  | 1  |                 |                   |        |               |
| 2021 | Кубок світу. Доха          |    |    |                 | 1                 | 3      |               |
| 2021 | Олімпійські ігри           |    | 2  | 1               |                   |        | 5             |
| 2021 | Чемпіонат світу            |    |    | 1               | 2                 | 6      |               |
| 2022 | Трофей Бразилії            |    |    |                 | 1                 | 2      |               |
| 2022 | Панамериканський чемпіонат | 1  |    |                 | 1                 | 2      |               |
| 2022 | Чемпіонат Бразилії         | 1  | 1  |                 | 1                 | 1      | 2             |
| 2022 | Кубок виклику в Парижі     |    |    |                 | 2                 |        |               |
| 2022 | Чемпіонат світу            | 4  | 1  | R3              | 8                 | 8      | 3             |
| 2023 | Кубок виклику в Парижі     |    |    |                 | 2                 |        |               |
| 2023 | Чемпіонат світу            | 2  | 2  | 1               | 15                | 3      | 2             |
| 2024 | Кубок виклику в Анталії    |    |    |                 | 2                 |        |               |
| 2024 | Олімпійські ігри           | 3  | 2  | 2               |                   | 4      | 1             |

*результати встановлено за підсумками кваліфікації